# Telesfor Cholewo
Telesfor Cholewo (ur. 15 listopada 1840 w majątku Cholawszczyzna (powiat borysowski), rozstrzelany 8 kwietnia 1865 pod wsią Borowlany (koło Mińska)) – dowódca oddziału wojsk polskich w czasie powstania styczniowego.
Pochodził ze szlachty zagrodowej, był synem Antoniego i Ludwiki z domu Pawłowskiej. Został w dzieciństwie osierocony i przyuczył się do zawodu szewskiego. W czerwcu 1863 roku przyłączył się do powstania. Ukrywał się w lasach pod Ihumeniem, później w Mińsku, Wilnie i Kownie. Został ujęty 18 października 1864 roku w Siliczach (powiat borysowski). W śledztwie zachowywał się niezwykle godnie, przyznając jedynie, że walczył w powstaniu. Został skazany na śmierć.